# Cámara compacta

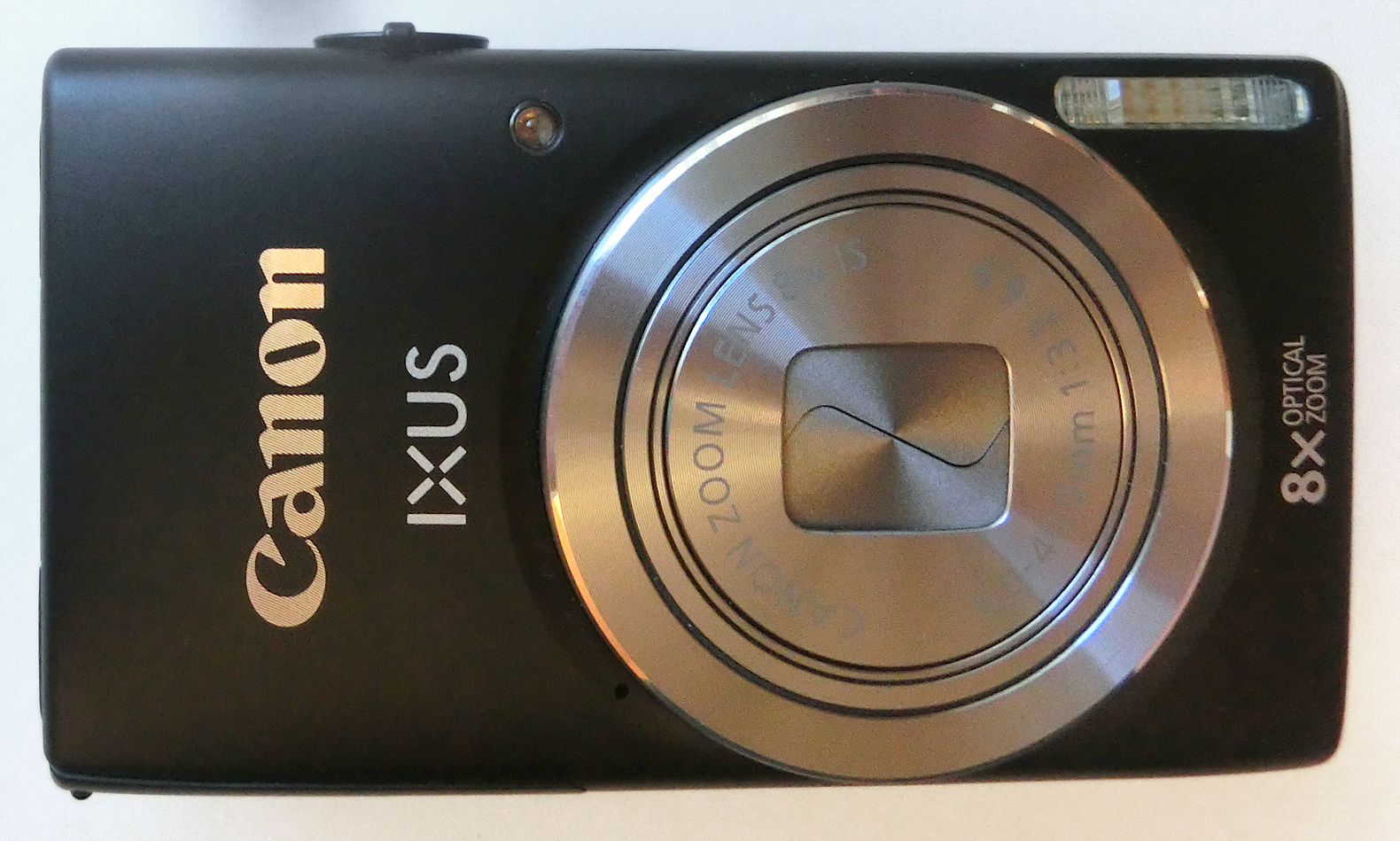
Una cámara compacta o cámara de apuntar y disparar, es una cámara fotográfica sencilla cuyo objetivo no es desmontable. Esta es una cámara canon ixus 185 del 2014.

Una cámara compacta o cámara de apuntar y disparar es una cámara fotográfica sencilla cuyo objetivo no es desmontable. Las cámaras compactas suelen ser más sencillas de manejar que las cámaras Réflex y más económicas. Normalmente su funcionalidad está limitada en comparación con las réflex, aunque suelen ser más ligeras y fáciles de transportar, lo que las hace ideales para llevarlas de viaje. Además al ser de menor tamaño que las cámaras réflex tienen un sensor de imagen integrado más pequeño, lo que da imágenes de menor calidad que en una réflex.

## Clasificación
- Compacta de 35 mm.
- APS
- Digital

La leica es un tipo de cámara compacta, que se creó en 1913 por Oscar Barnak.